# Неселванг
Неселванг (њем. Nesselwang) град је у њемачкој савезној држави Баварска. Једно је од 45 општинских средишта округа Осталгој. Према процјени из 2010. у граду је живјело 3.509 становника. Посједује регионалну шифру (AGS) 9777153.

## Географски и демографски подаци
Неселванг се налази у савезној држави Баварска у округу Осталгој. Град се налази на надморској висини од 867 метара. Површина општине износи 29,5 km². У самом граду је, према процјени из 2010. године, живјело 3.509 становника. Просјечна густина становништва износи 119 становника/km².

## Међународна сарадња
| Мјесто      | Држава   | Врста сарадње | Од    |
| ----------- | -------- | ------------- | ----- |
| Неселвангле | Аустрија | пријатељство  | 2000. |
| Извор       |          |               |       |